# Història de Corfú
L'illa de Corfú ha estat habitada des del Paleolític. Va ser una colònia grega i posteriorment va passar a mans romanes, romanes d'Orient, normandes, venecianes, otomanes, franceses i britàniques. L'illa va ser cedida a Grècia el 1864.

## Primer poblament
Habitada des del Paleolític, sembla que es tracta de l'illa d'Esquèria esmentada a l'Odissea. Els autors clàssics afirmen que el seu antic nom fou Drèpane, que després hauria esdevengut Corcira o Cercira per la nimfa Cercira, filla d'Esop, que fou raptada per Zeus, que la va portar a aquesta illa i amb la qual el ciclop Polifem tingué un fill anomenat Fèax, de qui se suposaven descendents els feacis.

## Colònia
Es creu que primer va rebre una colònia d'Erètria que no va subsistir, i foren els corintis els que la van colonitzar dirigits per l'heraclida Quersícrates, que va foragitar els liburns, els habitants originaris, i va fundar la ciutat de Corcira vers el 733 aC.
La competència comercial amb la metròpoli aviat va provocar conflictes, i el 665 aC va esclatar la guerra i es va lliurar una batalla naval esmentada per Tucídides com la primera batalla naval de la història.
El 617 aC, Corcira va fundar Epidamne a la costa il·líria i, tot i el conflicte amb la metròpoli, un corinti fou elegit per ser l'ecista ('fundador').
Periandre, que va governar a Corint del 625 al 585 aC, va sotmetre Corcira, imprescindible per a la navegació dels seus vaixells cap a la Magna Grècia. Heròdot ens dona detalls de la mort de Licofró, fill de Periandre, a mans dels habitants de Corcira, i la venjança del cap corinti contra la ciutat. Durant aquestos anys de domini corinti, Corcira i Corint van fundar conjuntament dues colònies: Apol·lònia i Anactòrion. El 585 aC va morir Periandre i Corcira va recuperar la independència.
Durant l'expedició de Xerxes I de Pèrsia, l'illa va enviar seixanta vaixells, però amb l'ordre de no passar del cap Tenaros, esperant a veure quin bàndol guanyava per unir-se al guanyador.

## Aliança amb Atenes
Les disputes amb Corint sobre la colònia conjunta d'Epidamne van portar a una nova guerra amb la metròpoli. La flota coríntia enviada contra Corcira fou derrotada a Àccium el 435 aC. Els corintis es van dedicar en els següents anys a preparar la revenja i, al cap de tres anys (432 aC), van poder posar operativa una flota de 150 vaixells, flota a la qual els de Corcira no podien fer front, així que van demanar ajut als atenencs i van subscriure un tractat d'aliança, ja que a Atenes no li interessava que la flota coríntia acabés en mans d'Esparta. La flota coríntia va sortir cap a Corcira i es va aturar al cap Quemèrion, a la costa epirota, una mica al sud de l'illa de Corfú. Corcira podia disposar de 110 vaixells, dels quals 10 eren atenencs; la flota es va esperar a l'illa de Sibota o Subota (avui Sývota), en el camí entre el cap Quemèrion i la costa de l'illa entre els caps Leucimme i Amphipagos, mentre l'exèrcit de terra era a Leucimme. Les dues flotes es van trobar a alta mar, a mig camí entre el cap i l'illa de Sibota i els de Corcira foren derrotats; a la tarda, els corintis preparaven la continuació de l'atac quan es va presentar una flota atenenca de reforç, i es van retirar; cada bàndol va reclamar la victòria, però no hi va haver continuïtat.
En 427 aC el partit aristocràtic local i el partit democràtic es van enfrontar en la Guerra civil de Corcira i, finalment, en 425 aC els demòcrates van obtenir el triomf i van massacrar els seus rivals. Els líders aristocràtics foren tancats a l'illa de Ptíquia, que probablement és la petita illa de Vido, enfront de la ciutat de Corfú.
Corcira es va mantenir en l'aliança atenenca i fou base per a l'expedició a Sicília el 415 aC. El 413 aC, després de la derrota atenenca i la caiguda d'Atenes, Corcira va quedar inclosa en els estats sota influència d'Esparta, fins al 375 aC, en què Timoteu va restablir el domini atenenc.
El 373 aC, una flota espartana dirigida per Mnasippos fou enviada a l'illa d'on havia sortit la flota atenenca. Els espartans van guanyar fàcilment i els habitants es van haver de refugiar darrere les muralles de la ciutat. Els espartans van assetjar la ciutat i van saquejar la resta de l'illa, fins que una sortida dels assetjats va provocar gran nombre de baixes als atacants i, poc després, l'arribada d'una flota atenenca va obligar els espartans a retirar-se.

## Període macedoni i epirota
Després de la mort d'Alexandre el Gran, els habitants de Corcira es van oposar activament a Cassandre; el 312 aC, van expulsar les guarnicions macedònies que s'havien establert a Apol·lònia i Epidamne.
El 303 aC, Cleònim, rei d'Esparta, amb un exèrcit de mercenaris italians, va envair l'illa i es va fer amo de la ciutat, però no la va mantenir gaire temps i la va evacuar abans del 300 aC, any en què Cassandre va venir a assetjar-la, i fou salvada per Agàtocles de Siracusa, que va cremar la flota macedònia, però es va fer amo de l'illa sense restablir la seva llibertat. Els habitants li foren hostils i Agàtocles la va donar com a dot a la seva filla Lanassa quan es va casar amb Pirros II de l'Epir, en mans del qual va estar als següents anys. Però Lanassa, que era desatesa pel seu marit, que preferia les dones "bàrbares", va sortir de l'Epir i es va retirar a l'illa i va oferir la seva mà i el seu domini a Demetri I Poliorcetes de Macedònia, que la va acceptar i va anar a l'illa i es va casar amb Lanassa, deixant una guarnició a Corcira. No va tardar a ser expulsat del tron macedoni per Pirros II de l'Epir, el qual va recuperar Corfú segons Pausànies. La cronologia de les conquestes de Pirros és incerta: alguns autors pensen que un primer atac va acabar amb la cessió de l'illa i la filla per Agàtocles; i que després de la caiguda de Demetri I (288 aC) no fou fins després del 274 aC que Pirros la va tornar a ocupar; durant tota aquesta època confusa de la història de Macedònia (288-274 aC), l'illa hauria recuperat la independència. Vers el 274 aC, Ptolemeu, fill de Pirros, hauria consolidat el domini patern a l'illa, però fou per poc de temps, puix a la mort de Pirros el 248 aC l'illa es va independitzar.

## Els il·liris
Va ser independent breument, ja que aviat fou ocupada pels pirates il·liris sota la reina Teuta, després de derrotar la flota de la lliga Aquea cridada en auxili per l'illa (230 aC). Es va demanar ajut als romans, que van enviar una flota a combatre els pirates il·liris. La flota romana es va presentar davant l'illa (229 aC), que estava governada per Demetri de Faros amb una guarnició il·líria, i aquest es va rendir sense lluitar.

## Domini romà

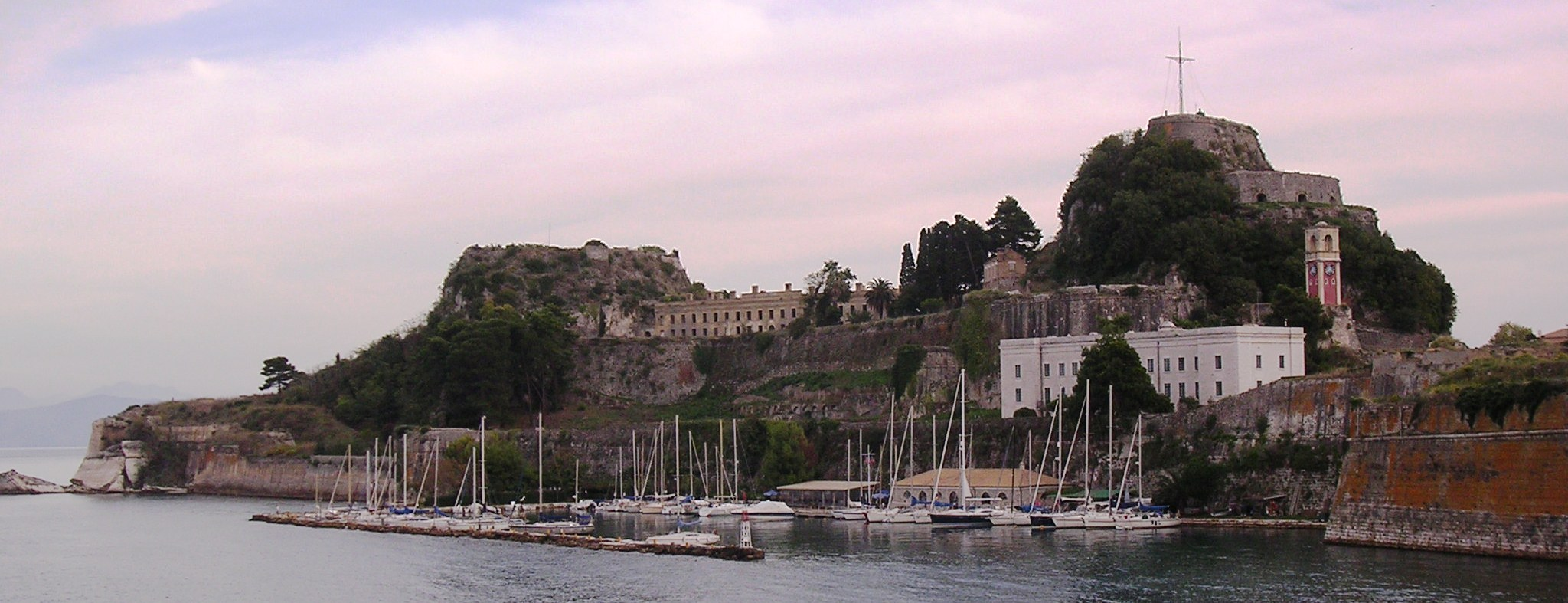
Corfú, les dues puntes de l'actual fortalesa antiga donaren el nou nom de la ciutat durant la baixa edat mitjan

Des de llavors l'illa fou possessió de Roma, amb una autonomia interna (fou declarada ciutat lliure) com altres ciutats gregues més tard. Al segle II es va introduir el cristianisme. El 455 fou atacada pels vàndals de Genseric que també la van devastar el 466. El 535 Belisari hi va passar camí d'Itàlia. El 551 fou atacada pel rei got Tòtila i l'antiga ciutat (la Quersòpolis) fou devastada i els seus habitants van haver de traslladar-se una mica al nord, a un lloc més protegit naturalment, el de la fortalesa antiga. De les dues puntes d'aquesta menuda península sorgirà el nom actual de la ciutat: De Κορυφαί (koryfaí, 'fortaleses'), va derivar al femení singular Κορυφώ (koryfó), adoptat en llatí com a Coriphus, que al final donaria l'italià Corfú.

## Domini romà d'Orient
Al segle vii fou inclosa al tema de l'Epir i al final del segle ix, amb l'emperador Lleó VI, fou part del novament creat tema de Cefalònia. Al segle x, fou atacada repetidament pels eslaus; l'atac més important fou el 933, quan el bisbe de Corfú, Arseni, va encapçalar la defensa de la ciutat (va morir el 953 i fou santificat i fet patró de la ciutat). Fou en aquesta època (finals del segle X) que es va construir fora de les muralles l'església dels Sants Jàson i Sosipater, que encara existeix.

## Els normands
Va romandre dins l'imperi fins que el 1084 fou conquerida pels normands de Robert Guiscard, que en fou expulsat pels venecians el 1085 amb una flota aliada a l'Imperi Romà d'Orient, i l'illa fou retornada a l'Imperi Romà d'Orient (Guiscard va morir a Cefalònia). Al començament del segle següent, l'illa fou ocupada breument pels normands, però expulsats pels romans d'Orient. El 1147, fou ocupada per Roger II de Sicília fins al 1154. Manuel I Comnè va intentar reconquerir l'illa, però al primer atac, el 1148, fou rebutjat. Un segon atac el 1153 va comportar deu mesos de setge fins que fou ocupada el 1154. L'emperador va concedir importants privilegis a l'Església local i als residents a la ciutat.

## Margaritone, Leone Vetrano i primera dominació veneciana
El 1185 fou ocupada per Margaritone de Brindisi, que el 1197, en ser empresonat, la va deixar en mans del seu gendre el genovès Leone Vetrano, que va exercir la senyoria per la seva dona, filla de Margaritone.
El 1204, després d'ocupar Constantinoble, els venecians en virtut de l'acord de repartiment de l'imperi de l'octubre d'aquell any van reclamar l'illa, però romangué en mans de Vetrano. El 1206, la van ocupar els venecians sota la direcció de Giacomo Morosini, i Vetrano fou executat, però un altre gendre de Margaritone va conservar Cefalònia i Zante (vegeu Orsini); els venecians van donar les terres a nobles de la república com a senyorius hereditaris a canvi de bastir fortificacions i reparar-ne les existents, i el pagament de 500 peces d'or a la república cada any.

## El despotat de l'Epir, Cinardo i alamans
El 1214, Venècia la va perdre davant l'atac del dèspota de l'Epir Miguel I Àngel Comnè Ducas, que va renovar els antics privilegis de l'Església i va reforçar les fortificacions, i se suposa que fou llavors quan es van construir els castells de Gardiki i Angelocastron a l'oest de l'illa. El 1259, ocupada ja pels sicilians poc abans, en l'acord de pau va passar a Manfred de Sicília com a dot de la seva segona muller Helena Comnè (juntament amb alguns senyorius a l'Epir). Manfred va morir el 1266 en la Batalla de Benevent a mans de Carles I d'Anjou. Felip Cinardo, un cavaller llatí xipriota, es va quedar amb el govern de l'illa, però Cinardo fou assassinat pels germans Garnerio i Tomàs Alamanos, que fins llavors dirigien les seves forces i, pel tractat de Viterbo, l'illa i el Regne de Nàpols es van incorporar al domini de la casa d'Anjou, que va ocupar l'illa el 1267, i els alamans només van poder resistir a la fortalesa, que es va rendir finalment l'abril de 1272.

## Domini angeví
A la mort de Carles I, el 1285 l'illa va passar al seu hereu Carles II d'Anjou, que fou rei fins al 1304, en què es va haver de rendir al seu fill Felip de Tarent (príncep de Tàrent des del 1294), del qual va passar al seu fill Robert de Tàrent fins al 1364 i Felip II de Tàrent fins al 1373. Del 1380 al 1386, l'illa fou disputada per Jaume de Baus (francès: Baux, 1380 i 1380-1382), Lluís de Nàpols (1380-1382) i Carles III de Durazzo (1380-1386).
Sota els angevins, l'Església ortodoxa fou relegada en favor dels catòlics. El càrrec de bisbe ortodox de Corfú fou suprimit i es va nomenar un clergue de baix rang com a gran protopatas sense dret a ordenar sacerdots. L'arquebisbat de l'illa fou concedit a un bisbe catòlic, tot i els pocs catòlics que vivien a Corfú i es van construir en els següents anys algunes esglésies com la catedral de Sant Pere i Sant Pau, i altres esglésies ortodoxes van esdevenir esglésies catòliques. L'increment de la població de la capital va fer sorgir el primer suburbi anomenat il borgo o en grec Xòpoli, que amb el temps va esdevenir el centre de la ciutat. També es van construir fortaleses com el Castel Nuovo sobre la vella fortalesa. L'administració fou en quatre batllies, Giros, Oros, Messi i Lefkimi, amb un batlle al front de cadascuna. El 1282, els angevins van perdre Sicília però van conservar Nàpols i Corfú. Al segle següent, la possessió de l'illa va esdevenir menys important puix que ja no podia ser usada com a base per a la reconquesta de l'Imperi llatí.

## Segona dominació veneciana
Avançat el segle, agents venecians (la república volia tenir el control de Corfú) van aconseguir crear un moviment entre la noblesa favorable a Venècia (els caps locals de Corfú van veure que l'única possibilitat de salvar-se era la República de Venècia) i el maig de 1386 cinc diputats de la noblesa (consell de Corfú) van anar a Venècia i van oferir la voluntària submissió de l'illa demanant l'aprovació del senat i del gran consell. Els caps van acceptar els termes del senat i del gran consell de la república (9 de juny de 1386) i van jurar fidelitat a la república a canvi de la promesa que l'illa seria defensada eternament. Un exèrcit venecià dirigit per l'almirall Giovanni Miani va ocupar l'illa; el gener del 1387, un decret (Crisòbulos) va ratificar els antics privilegis i va establir les futures relacions amb la república. El 1402, el senat venecià va arreglar l'afer amb Nàpols comprant els drets sobre Corfú i altres illes al rei de Nàpols per 30.000 ducats d'or, formant la província del Llevant Venet (que incloia les possessions a Albània). Així es va consolidar la dominació veneciana que va durar 411 anys, 11 mesos i 11 dies. Les institucions insulars foren respectades. El govern de l'illa correspondria a un batlle que des del 1420 fou assistit per dos consellers (per a qüestions polítiques i per a les judicials), a més d'un Pronoetes Capitanos, comandant de la guarnició que jutjava alguns casos sobre feus i fons públics. La fortalesa era encomanada a un capità i un castellà (més tard, al segle xvi, Corfú fou la seu del general Pronoetes de la mar i de llevant (proveditor general del llevant). Els governadors foren sempre nobles o patricis venecians que van exercir per un o dos anys (més tard el proveditor general era per tres anys). L'administració local fou exercida per l'assemblea general amb presència dels ciutadans distingits grecs o italians (origen d'una noblesa molt regulada), dels quals hi havia 122 famílies el 1572, segons el llibre d'or de la noblesa d'aquell any. El consell de la ciutat, el formaven 60 o 70 persones (més tard 150) que dirigien el govern municipal i nomenaven alguns càrrecs com jutges, sanitaris, etc. La direcció religiosa va quedar en mans del cap de l'Església de Corfú, que era un arquebisbe llatí, que va tractar d'imposar el catolicisme a l'illa; però els privilegis de l'Església ortodoxa foren confirmats, però no es van limitar els intents dels catòlics d'imposar la seva tendència fins al cap de força temps. El 1521, Lleó X va emetre una butlla papal a favor de l'Església oriental que garantia la llibertat de culte dels ortodoxos en terres catòliques. Tot i així, les relacions entre les dues esglésies foren tenses, excepte durant el govern de l'arquebisbe Angelo Maria Querini (1723-1727), noble venecià hel·lenista. L'Església ortodoxa era dirigida per un sacerdot de baix rang amb el títol ja esmentat de gran protopapas que governava l'església per 5 anys; el 1555 l'elecció del gran protopapas va passar al clergat i a 30 membres del consell de la ciutat; tenia un cos d'ajudants (20 membres des del 1474), coneguts com la banda sagrada, els privilegis dels quals havien estat ratificats pels venecians; el gran protopapas tenia jurisdicció total sobre els sacerdots de l'illa i decidia en casaments, divorcis i altres sagraments; depenia directament del Patriarca de Constantinoble, però no podia ser contrari als decrets del dux. Els venecians van afavorir l'establiment de cerimònies mixtes. Les antigues fortificacions com Angelocastron es van abandonar des del 1402 i se'n van començar a construir les noves a Mandraki; les muralles romanes d'Orient també van desaparèixer. L'administració veneciana va portar seguretat i prosperitat. Es va construir un nou port a Mandraki.
El 1438 els delegats romans d'Orient, en un intent per salvar Constantinoble, van efectuar un concili a Ferrara i Florència, que va decidir la unió de les dues esglésies. L'emperador Joan VIII Paleòleg va passar per l'illa amb la seva escorta i acompanyants (Johannes Bessarion, Georgios Gemistos Plethon, Georgios Scholarios, Markos Eugenikos) i va escoltar missa a l'església de Sant Antoni (Hàgios Antònios) en presència del patriarca de Constantinoble Josep II.

## Primer atac otomà
El 1537, la ciutat fou atacada per l'almirall otomà Khair ed-Din Barba-rossa. Les vinyes de l'illa foren arrasades així com altres cultius. Vint mil insulars foren capturats i venuts com a esclaus; però la fortalesa, ben defensada per quatre mil venecians, va rebutjar l'atac i finalment els turcs se'n van anar. Les vinyes devastades foren substituïdes per oliveres. El 1557, l'arquitecte Michele Sanmicheli va construir unes noves fortificacions a l'oest de la vella fortalesa, que es van dir Savorgnan i Martinego.
A la meitat del segle, el consell local va demanar a Venècia l'establiment d'escoles i nomenament de mestres; es van establir llavors algunes acadèmies (Acadèmia de la Fertilitat, Acadèmia degli Assicurati, i d'altres). Alguns graduats en aquestes acadèmies van estudiar després en universitats italianes. El 1571, els turcs van tornar i les cases i edificis del Borgo van ser cremades i els seus habitants morts i només la noblesa i els militars van restar segurs a les fortaleses. Del 1576 al 1578, es va iniciar un pla defensiu més ambiciós basat en els propòsits inicials de Michele Sanmicheli i els dibuixos de l'arquitecte militar Ferrante Vitelli, i es va construir una nova fortalesa al turó de Sant Marc enfront de la vella fortalesa (coneguda com a Esplanade); el Borgo fou emmurallat i les muralles van arribar fins a la nova fortalesa, i es van construir alguns bastions, entre aquests els de Sarandari i el de Raimondo, la plataforma de Sant Athanàsios, i d'altres menors entre els quals hi havia passatges amagats. Quatre portes es van construir per als residents (porta Reala, porta Raimonda, porta Spilia i porta de Sant Nicolau) i d'altres per a ús militar (porta Otturata, porta Stopa al Tenedo). Es van construir a més altres edificis moderns. Les fortificacions foren ampliades al segle següent d'acord amb els plans de l'enginyer militar F. Verneda, que va afegir una segona muralla exterior a la part oest de la primera muralla.
El 1590, foren portades a l'illa les relíquies de sant Spyridon, junt amb les de l'emperadriu Santa Teodora, que foren dipositades en una església construïda el 1590, i sant Spyridon fou declarat patró de l'illa per epidèmies, plagues i fams i contra els otomans; el dia del sant, el 12 de desembre, era de celebració a l'illa.

## Segon atac otomà
El 1716, encara s'estava treballant en les noves muralles quan es va presentar una flota otomana el 5 de juliol de 1716 amb 35.000 soldats i cavalleria. La ciutat fou assetjada i atacada durament. El capità general dels venecians, comte Johann Matthias Von der Schulenburg, que ja havia servit sota el duc de Marlborough i Carles XII de Suècia, va aconseguir resistir. Finalment, els turcs van llevar el setge (agost de 1716), quan van saber la mort del gran visir en la Batalla de Peterwardein (5 d'agost de 1716). El comte fou honorat per la república i més tard va tenir una estàtua a l'Esplanade (Spianada). Les muralles pendents i les fortificacions malmeses foren construïdes els següents deu anys; els turons d'Avrami i Sotiros foren també fortificats, així com el suburbi de San Rocco, i es van fer tasques defensives a l'illa de Vido.

## Batlles venecians de Corfú alseglexviii
- Antonio Foscarini 1699 - 1701
- Bernardino Semitecolo 1701 - 1703
- Marcantonio Trevisano 1703 - 1706
- Giovanni Foscarini 1706 - 1707
- Benetto Bollani 1707 - 1709
- Pietro Loredano 1709 - 1711
- Pietro Donato 1711 - 1713
- Iseppo Barbaro 1713 - 1716
- Nicolò Foscari 1716 - 1720
- Zaccaria Bembo 1720 - 1722
- Francesco Badoer 1722 - 1724
- Francesco Semitecolo 1724 - 1726
- Giovannadrea Pasqualigo 1726 - 1728
- Alberto Donato 1728 - 1730
- Marino Minio 1730 - 1732
- Pietro Balbi 1732 - 1733
- Giulio Balbi 1733 - 1734
- Daniele-Lodovico Balbi 1734 - 1736
- Girolamo Bonlini 1736 - 1741
- Nicolò Venier 1741 - 1743
- Gianfrancesco Sagredo 1743 - 1745
- Lucio-Antono Balbi 1745 - 1747
- Franceso Soranzo 1747 - 1749
- Marco Marin 1749 - 1751
- Vincenzo Longo 1751 - 1753
- Giambattista Lippomano 1753 - 1755
- Franceso-Antonio Barbo 1755 - 1758
- Alessandro Simitecolo 1758 - 1760
- Francesco Diedo 1760 - 1762
- Gianluigi-Maria Donato 1762 - 1764
- Giorgio Loredano 1764 - 1766
- Nicolò Soranzo 1766 - 1768
- Alessandro Bollani 1768 - 1770
- Francesco Soranzo 1770 - 1772
- Angelo Maria Giorgio 1772 - 1775
- Alessandro Morosini 1775 - 1777
- Luigi-Antonio Condulmer 1777 - 1779
- Andrea Bono 1779 - 1781
- Giorgio Marin 1781 - 1782
- Carlo Giorgio 1782 - 1784
- Barbarigo Riva 1784 - 1786
- Paolo-Antonio Condulmer 1786 - 1788
- Giorgio Barozzi 1788 - 1790
- Jacopo Soranzo 1790 - 1792
- Carlo Balbi 1792 - 1794
- Gionvan-Carlo-Maria Girogio 1794 - 1796
- Domenico Zeno 1796 – juliol de 1797

## Dependència de França: departament de Corcyre
El 1797, el tractat de Campo Formio la va cedir a França. El darrer governador venecià, Carlo Aurelio Widmann, va donar l'illa al francès (en realitat, cors) tinent general Anselmo Gentili (28 de juny de 1797), i Nicolas, comte de Loverdo, fou nomenat secretari general del govern de les illes a Corfú. Els francesos foren molt benvinguts pel poble. Es va abolir el règim aristocràtic, es va formar un consell municipal dirigit pel partit democràtic i presidit per Spyridon Theotokis, i es va proclamar la constitució francesa de 1795. L'arbre de la llibertat fou plantat a l'Esplanade i el llibre d'or de la noblesa fou cremat en públic. La bandera francesa fou hissada a la fortalesa nova i es va establir el departament de Corcyre (tot i que les illes no foren annexades a França). Però els francesos van establir noves taxes i es van produir pillatges i violacions d'esglésies i símbols religiosos i es van esvair les esperances que els francesos alliberessin altres territoris grecs del domini otomà. Al cap de dos anys els insulars eren hostils a França. Als francesos, cal atribuir la primera impremta grega i altres millores en salut, policia i ús de la llengua grega.
Governadors francesos:
- Anselmo Gentili (1743 - 1798), juny a setembre del 1797
- Jean Jacques Bernardin Colaud de La Salcette (interí), 1797 - 1798
- Louis François Jean Chabot (1757 - 1837), març a desembre de 1798

Comissionats generals francesos:
- Antoine Vincent Arnault (1766 - d. 1834), juny a novembre del 1797
- Pierre-Jacques Bonhomme de Comeyras, maig a setembre del 1798
- François Louis Esprit Dubois (1758 - 1828) 1798 - 1799

## Estat autònom de les Set Illes
França la va posseir fins al 1799, quan una flota russa sota el comandament de l'almirall Uixakov va ocupar Corfú després d'un curt setge el març de 1799 i la resta de les illes jòniques poc abans o després (en un espai de poques setmanes). A Corfú, es va establir un govern provisional format per nobles i burgesos (21 de març del 1800). Amb el suport dels ocupants, van constituir (2 d'abril del 1800) l'estat autònom de les Set Illes (Heftanesos) sota protectorat de Rússia i l'Imperi Otomà; aquest darrer havia de cobrar un tribut anyal i Rússia hi tindria dret d'intervenció. Es va redactar una constitució bastant lliberal (que fou anomenada la «bizantina» i aprovada pel soldà) i es va hissar la nova bandera. L'exclusió de les classes baixes del govern en favor de l'aristocràcia va provocar aldarulls i el senat republicà va haver de donar poders extraordinaris al president Spyridon Theotokis, que tot i així no va poder controlar del tot la situació i va morir el 24 de novembre de 1803, i el rellevà el comte Antoni Komoutos. Durant aquest període fou restablert el bisbat ortodox de Corfú.
Governadors russos:
- Fiódor Fiódorovitx Uixakov (1744 - 1817) 1798 - 1799 (governador militar)
- Comte Gueorgios Mosenigos (? - 1836) 1802 - 1807 (comissionat resident)

Els presidents del Senat de la República (caps de govern) foren:
- Angelo Orio 1799 - 1800 (provisional)
- Spiridon Georgios Theotokis (1722 - 1803) 1800 - 1803
- Comte Antoni Komoutos (1748 - 1833) 1803 - 1807

## França: províncies il·líries
El setembre de 1807 Rússia va cedir les illes a França pel tractat de Tilsit. El general Cèsar Berthier fou el nou governador general i va declarar abolida la república i va convertir les illes en departament francès (13 de setembre de 1807). Gérard Pierre Julie fou el comissionat per Corfú (1807-1810). Com a governador general va seguir Berthier el general Francois-Xavier Donzelot (1 d'octubre de 1809), que va rebre l'ordre de resistir a qualsevol atac britànic reforçant les fortificacions i construint nous reductes (Lambovitissa i Vido). El 1808 es va fundar l'Acadèmia Jònica, la primera universitat de les illes i del territori actual de Grècia. El 1809, els britànics van atacar les illes i van derrotar els francesos a Zante (2 d'octubre) ocuoant les illes excepte Corfú; el 8 d'octubre de 1809 foren integrades per França a les províncies il·líries, cosa que només fou efectiva per Corfú.
Governadors generals:
- César Berthier (1765 - 1819) 1807 - 1809
- François Xavier, comte de Donzelot (1764 - 1843) 1809 - 1814

President del senat (govern) de la província:
- Emmanouil Spiridonou Theotokis (1777 - 1837) 1807 - 1815 (des del 1812, baró Emmanouil Theotokis)

## Estats Units de les Illes Jòniques
El 1814 Donzelot va rebre ordres de rendir l'illa de Corfú (les altres ja eren ocupades pels britànics) al general britànic sir James Campell, cosa que va fer el 26 de juny de 1814. Es va establir una administració militar provisional i el 1815 el tractat de París (5 de novembre) va establir l'estat federal de les Illes Jòniques (Estats Units de les Illes Jòniques, amb Corfú, Cefalònia, illa de Zacint, Santa Maura, Ítaca, Cérigo i Paxos), sota protectorat britànic a proposta del representant rus d'origen grec Ioannis Kapodistria. La nova república va tenir Corfú com a capital.

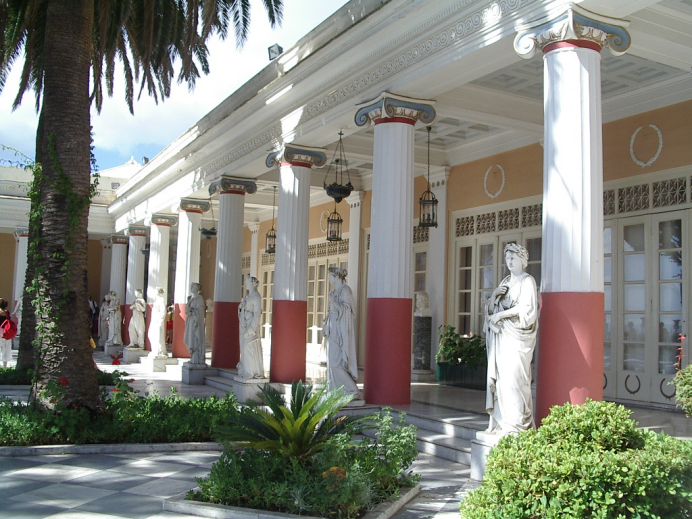
Palau del Bon Repòs, part posterior

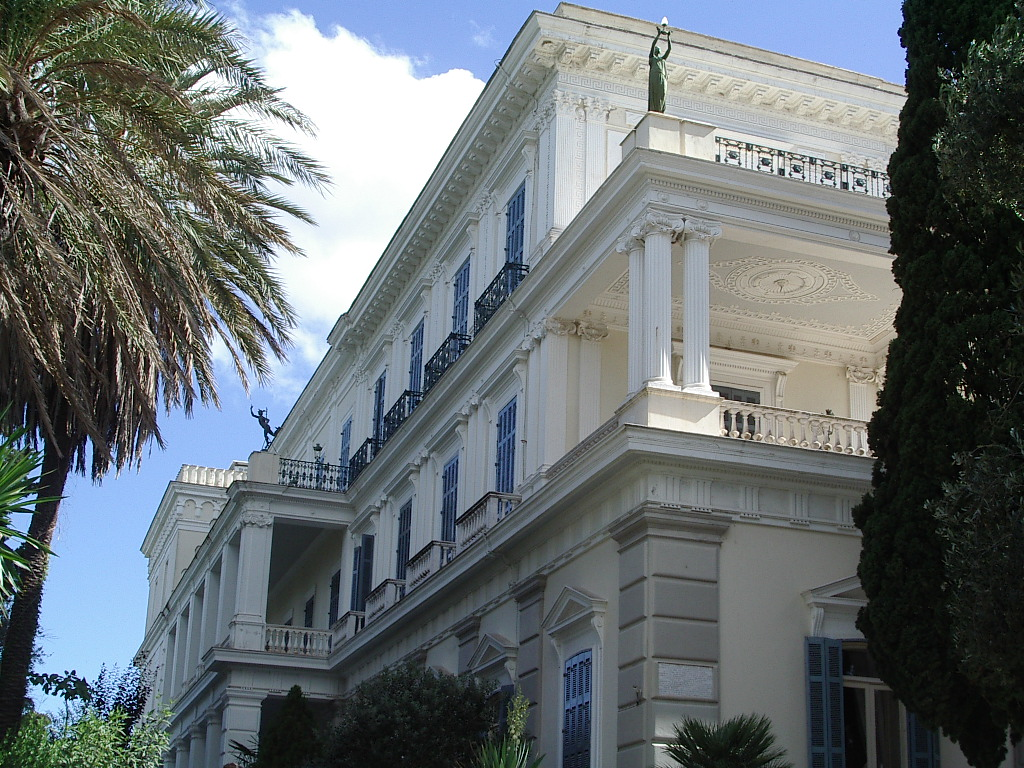
Palau del Bon Repòs, part davantera

Sir Thomas Maitland, governador de Malta, segon fill de lord Lauderdale, fou nomenat el 5 de novembre de 1815 primer lord alt comissionat de les illes (1815-1824). Va arribar el 19 de febrer de 1816 i ell mateix va escriure la primera constitució que no era gaire democràtica. De fet, Gran Bretanya va considerar les illes una colònia. El governador fou anomenat rei Tom i Kapodistria en va demanar el relleu. Va tenir una actitud en general força antigrega.
El 1824 Maitland va morir a Malta i el va substituir sir Frederick Adam, que era el cap militar de la república i ja exercia com a interí, que primer va complaure els hel·lenòfils, però més tard també s'hi va mostrar contrari.
Els lords alts comissionats de les Illes Jòniques foren:
- Sir James Campbell 1814 - 1816
- Sir Thomas Maitland (1759 - 1824) 1815 - 1823
- Sir Frederick Adam (1781 - 1853) 1823 - 1832
- Sir Alexander George Woodford (1782 - 1870) 1832 - 1832 (interí)
- George Nugent Grenville, Baró Nugent de Carlanstown (1788 - 1850) 1832 - 1835
- Howard Douglas (1776 - 1861) 1835 - 1840
- James Alexander Stewart Mackenzie (1784 - 1843) 1840 - 1843
- John Colborn, baró Seaton (1778 - 1863) 1843 - 1849
- Sir Henry George Ward (1797 - 1860) 1849 - 1855
- Sir John Young (1807 - 1876) 1855 - 1859
- William Ewart Gladstone (1809 - 1898) 1859 - 1859
- Sir Henry Knight Storks (1811 - 1874) 1859 - 1863
- Comte Dimítrios Nikolaou Karousos, president del Parlament (1799 - 1873) 1863 - 1864

## Cessió a Grècia
El juny de 1859, davant les pressions de la població i el Parlament, el comissari Young es va pronunciar en favor de la cessió de les illes del sud a Grècia. El gener de 1859 va arribar el nou comissari Gladstone i el 10 de desembre de 1862 la Gran Bretanya va decidir cedir les illes a Grècia i el Parlament de les illes Jòniques ho va aprovar l'1 d'octubre de 1863 i les illes van rebre un estatus de neutralitat perpetua. El conveni de cessió es va signar el 9 de novembre de 1863. El 2 de maig de 1864 el lord comissari va trespassar formalment el poder al delegat grec, general Zaimis, que tot seguit va dissoldre el Parlament. El 21 de maig de 1864 va culminar la cessióa de les illes jòniques i el dia 1 de juny de 1864 es va hissar la bandera grega. El reu Jordi va arribar a Corfú el 6 de juny de 1864 i el 31 de juliol de 1864 els diputats jònics van entrar al Parlament grec.

## Primera Guerra mundial i ocupació italiana
En la Primera Guerra Mundial fou base d'italians, francesos i britànics, i el 1916 es va refugiar a l'illa l'exèrcit serbi, car el seu país havia estat ocupat pels austríacs i milers de soldats van morir per manca de menjar i malalties. El teatre de Corfú fou convertit en seu del parlament serbi a l'exili. També fou centre de reagrupament de les forces dels russos blancs el 1922-1923. El 1923, fou bombardejada i ocupada temporalment pels italians del 31 d'agost al 17 de setembre, per respondre a l'assassinat del general Tellini a la frontera albanesa.

## Segona Guerra mundial
Durant la Segona Guerra Mundial Corfú, després de la rendició de Grècia, fou ocupada pels italians l'abril de 1941; el primer diumenge de novembre de 1941 els habitants es van manifestar contra els ocupants i es van enfrontar amb l'exèrcit italià; molts ciutadans es van allistar a les files de la resistència i van passar a l'altra banda, a l'Epir, per lluitar contra els ocupants. El 10 de setembre de 1943 fou ocupada pels alemanys i el 14 de setembre de 1943 fou bombardejada per aquestos, que van destruir el Parlament, el teatre Municipal, la biblioteca Municipal i altres edificis, així com el barri jueu. Els alemanys van abandonar l'illa el 9 d'octubre de 1944 després d'enviar dos mil jueus a camps d'extermini. Els britànics van ocupar l'illa el 12 d'octubre de 1944 i fins al 1946.

## Darrers anys
Corfú, igual que la resta de Grècia, va sofrir la Guerra civil entre conservadors i comunistes des de 1944 fins a 1949. Des del 1960 el turisme va esdevenir la principal activitat. El 1984 es va fundar la Universitat Jònica. Amb l'arribada d'un estat republicà i democràtic, el benestar començà a restablir-se lentament, amb el turisme com a peça clau en el desenvolupament de la regió. El 2005 se signà el pacte de Corfú, que significà la quarta ampliació de la Unió Europea.